# Paraboea speciosa
Paraboea speciosa är en tvåhjärtbladig växtart som först beskrevs av Karl Rechinger, och fick sitt nu gällande namn av Brian Laurence Burtt. Paraboea speciosa ingår i släktet Paraboea och familjen Gesneriaceae. Inga underarter finns listade i Catalogue of Life.